# 113626 Centorenazzo
113626 Centorenazzo è un asteroide della fascia principale. Scoperto nel 2002, presenta un'orbita caratterizzata da un semiasse maggiore pari a 2,9960923 UA e da un'eccentricità di 0,0551789, inclinata di 1,25256° rispetto all'eclittica.
Deve il suo nome alla dedica al territorio di Renazzo in occasione del bicentenario della caduta del Meteorite Renazzo